# Conseil Hill
Conseil Hill är en kulle i Antarktis. Den ligger i Västantarktis. Argentina, Chile och Storbritannien gör anspråk på området. Toppen på Conseil Hill är 106 meter över havet.
Terrängen runt Conseil Hill är huvudsakligen kuperad, men norrut är den bergig. Havet är nära Conseil Hill norrut. Trakten är obefolkad. Det finns inga samhällen i närheten.